# Extreme metal
Extreme metal – ogólne pojęcie, dotyczące kilku podgatunków muzyki metalowej, które rozwijały się od wczesnych lat 80. XX wieku. Zostało zdefiniowane jako „grupa podgatunków metalu charakteryzujących się transgresją dźwiękową, werbalną i wizualną”. Termin ten zwykle odnosi się do bardziej agresywnego, ostrzejszego, undergroundowego, niekomercjalizowanego stylu związanego z gatunkami: speed metal, thrash metal, black metal, doom metal oraz najbardziej ekstremalnym ze wszystkim – death metalem. Nieraz termin 'extreme metal' odnosi się tylko do black metalu i death metalu.

## Cechy
Do metalu ekstremalnego można zaliczyć odmiany undergroundowe, o nadzwyczaj szybkim lub wolnym tempie, z growlingiem, nisko zestrojonymi gitarami, szczególnie agresywne. Pomimo że wiążą się z nim raczej gatunki podziemne, to jednak metal ekstremalny ma dość sporą rzeszę fanów.

## Główne gatunki
Do głównych podgatunków należą:
- Speed metal
- Thrash metal
- Black metal
- Death metal
- Doom metal

### Główne podgatunki
- Podgatunki black metalu
  - Symphonic black metal
  - Viking metal
  - Pagan metal
- Podgatunki death metalu
  - Blackened death metal
  - Brutal death metal
  - Melodic death metal
  - Technical death metal
- Podgatunki doom metalu
  - Traditional doom
  - Drone metal
  - Funeral doom
  - Stoner metal
  - Epic doom

### Gatunki fuzyjne

#### Fuzje pomiędzy gatunkami metalu ekstremalnego
- Black/doom
- Blackened death metal
- Death/doom

#### Fuzje z innymi gatunkami metalu
- Melodic death metal

#### Fuzje z punk rockiem
- Crossover thrash
- Crust punk
- Grindcore
  - Deathgrind
- Metalcore
  - Deathcore
  - Mathcore
  - Melodic metalcore
- Sludge metal

#### Fuzje z southern rockiem
- Sludge metal

#### Fuzje z hard rockiem
- Death and roll

#### Fuzje z innymi stylami
- Experimental metal